# Résolution 848 du Conseil de sécurité des Nations unies
Membres permanents
- Chine
- États-Unis
- France
- Royaume-Uni
- Russie

Membres non permanents
- Brésil
- Cap-Vert
- Djibouti
- Espagne
- Hongrie
- Japon
- Maroc
- Nouvelle-Zélande
- Pakistan
- Venezuela

Résolution no 847 Résolution no 849
La Résolution 848 est une résolution du Conseil de sécurité des Nations unies adoptée le 8 juillet 1993, dans sa 3251e séance, concernant Andorre et qui recommande à l'Assemblée générale des Nations unies d'admettre ce pays comme nouveau membre,.

## Vote
La résolution a été approuvée sans vote.

## Contexte historique
En 1993, le 14 mars,  Andorre, qui s'est convertie en état souverain démocratique, adopte sa première constitution et dans la foulée demande son admission aux Nations unies et devient le 184ème état membre.

## Texte
- Résolution 848 Sur fr.wikisource.org
- Résolution 848 Sur en.wikisource.org